# 윈도우 비스타
윈도우 비스타(영어: Windows Vista)는 마이크로소프트에서 개발한 PC용 윈도우 NT 계열 운영 체제다. 정식 제품이 발표되기까지 코드네임인 롱혼(Longhorn)으로 많이 불렸다. 개인용 버전은 2007년 1월 30일에, 기업용 버전은 2006년 11월 30일에 출시되었다.
윈도우 비스타는 윈도우 XP가 발매된 지 무려 5년 만에 새롭게 발매된 운영 체제이다. 본래 2004년 9월에 다른 이름으로 발매할 예정이었으나 2005년 7월 윈도우 비스타로 이름을 수정하고, 2005년 10월, 2006년 11월로 또 다시 2번이나 계속 미뤄지다가 일반인을 위한 버전 발매일을 결국 2007년 1월 31일로 최종 연기하였다. 불법 복제를 막기 위해 한 대의 개인용 컴퓨터에서만 설치할 수 있도록 했으나, 사용자들로부터 항의가 빗발치자 여러 대의 개인용 컴퓨터에서도 쓸 수 있게 하였다.
윈도우 비스타의 서비스 팩 1에서는 많은 버그가 수정되었다. 그러나 마이크로소프트는 그동안 윈도우 업데이트를 사용해 온 사용자들은 서비스 팩 1을 설치할 때 많은 용량의 다운로드를 요구 받지 않을 것이라 밝혔다. 왜냐하면, 비스타의 서비스 팩 1은 버그 수정에 초점을 두었고, 그저 기존의 업데이트들을 포함하기 때문이다.
당시 대한민국 지식경제부(현 산업통상자원부)에서는 액티브엑스(ActiveX)를 이용해 구현된 인터넷 뱅킹 보안 체계 등 여러 응용 프로그램이 윈도우 비스타에서 실행되지 않기 때문에 윈도우 비스타 구입을 좀 더 미뤄줄 것을 사용자에게 권고한 바 있다. 그러나 지금은 대부분의 인터넷 뱅킹을 더불어 호환성이 많이 개선된 상태다. 윈도우 비스타에는 인터넷 익스플로러 7과 윈도우 미디어 플레이어 11이 기본 내장되어 있다.
또, 동아시아 언어에 맞추어 클리어타입(ClearType)을 제대로 지원하는 글꼴이 새로 추가되었다. 이를테면 한국어에서는 맑은 고딕체, 일본어 글꼴은 메이리오 글꼴이 추가되었고 중국어 글꼴은 마이크로소프트 야헤이(Microsoft Yahei)와 마이크로소프트 정헤이(Microsoft JhengHei)가 추가되었다. 참고로 클리어타입을 사용하면 평판 디스플레이의 문자 가독성이 향상된다.
2009년 10월 22일 윈도우 7이 출시된 직후 비스타 패키지 공급이 마이크로소프트 스토어에서 단종되었다. 최종 사용자를 대상으로 x86-x64를 본격적으로 지원한 최초의 버전이기도 하며(x86-64를 지원하는 윈도우 XP 에디션의 경우 윈도우 XP 프로페셔널 x64 에디션에만 한정되며, 윈도우 비스타는 스타터 버전을 제외한 모든 버전(홈 베이직, 홈 프리미엄, 비즈니스, 엔터프라이즈, 얼티밋)에 최초로 출시되었다.), DVD로 발매된 최초의 윈도우 버전이기도 하다.(wim파일을 swm파일로 분할 압축한다면 CD로도 넣을 수 있다.)그리고 CD와 DVD로 동시출시된 처음이자 마지막 윈도우다. 그리고 2010년 4월 13일 윈도우 비스타 RTM 버전의 지원이 종료되었다. 2011년 2월 22일 윈도우 7 서비스팩 1 출시된 이후 2011년 7월 12일 윈도우 비스타 서비스팩 1 버전의 지원도 마이크로소프트 오피스 XP와 동시에 종료되었다. 그리고 2012년 4월 10일, 윈도우 비스타의 일반지원이 종료되어 기업과 개인 모두 5년간 연장지원에 들어갔으며, 서비스팩 2 버전을 포함한 윈도우 비스타의 연장 지원은 2017년 4월 11일에 인터넷 익스플로러 9와 동시에 종료되었다.
윈도우 비스타부터 서비스 팩이 추가될 때마다 빌드도 올라가도록 변경되었다. 발매 당시의 빌드나 RTM 빌드가 6000이고, 서비스 팩 1의 빌드는 6001, 서비스 팩 2의 빌드는 6002이다.
윈도우 비스타를 바탕으로 윈도우 7, 윈도우 서버 2008 R2가 개발되었다.
여담으로 윈도우 비스타의 시작음은 나중에 윈도우 10까지 포함되었다. 단, 윈도우 8부터는 시작음이 기본으로 설정되어 있지 않기 때문에, 사용자가 따로 설정해야 한다.

## 개발
윈도우 비스타의 개발은 2001년 7월에 시작됐다. 마이크로소프트는 윈도우 XP를 출시하기 3개월 전인 2001년 7월 롱혼(Longhorn)이라는 코드이름으로 윈도우 XP, 비스타 개발을 시작하였다. 비스타는 2003년 4월에 윈도우 XP와 블랙콤(Blackcomb)의 마이너 단계로 출시할 예정이었고, 기업의 차세대 주요 운영 체제로 출시할 계획이었다.

## 새로운 기능

### 최종 사용자 기능
- 윈도우 에어로: 새로운 하드웨어 기반의 그래픽 사용자 인터페이스이다. 부드러운 애니메이션과 투명도를 제공한다.
- 윈도우 셸: 윈도우 XP와 달라진 새로운 윈도우 셸은 정렬, 탐색, 검색 기능을 제공한다. 윈도우 탐색기의 작업 표시줄이 제거되고 도구 모음에 작업 관련 옵션이 통합되어 있다. 인터넷 익스플로러처럼 즐겨 찾는 링크가 추가되어 한 번 클릭으로 원하는 공통 디렉터리로 이동할 수 있다. 시작 단추는 '시작'이라는 낱말이 제거된 채 진주빛 모양의 동그란 아이콘으로 변경되었다.
- 빠른 검색: 윈도우 비스타는 빠른 검색이라고 불리는 새로운 검색 방식의 기능을 제공한다. 이전 버전의 윈도우에서 볼 수 있는 검색 기능보다 훨씬 더 빠르고 깊이 있는 검색을 할 수 있다.[3]
- 윈도우 사이드바: 바탕 화면 가젯들을 놓을 수 있는 화면 측면에 투명한 판이 놓인다. 이러한 가젯들은 특별한 용도를 위해 설계된 작은 애플릿들이며 이를테면 날씨나 스포츠 점수 등을 보여 준다. 가젯은 바탕 화면의 다른 위치에도 놓을 수 있다.
- 윈도우 인터넷 익스플로러 7: 새로운 사용자 인터페이스, 탭 브라우징, RSS, 검색 상자, 개선된 인쇄, 페이지 크기 조절, 빠른 탭, 피싱 방지 필터, 수많은 보안 및 보호 기능, 국제화 도메인 이름 지원, 웹 표준 지원 개선. 윈도우 비스타의 IE7는 운영 체제의 다른 응용 프로그램과 별도로 보호 모드에서 동작한다.
- 윈도우 미디어 플레이어 11: 음악과 비디오를 정리하고 재생하는 마이크로소프트의 프로그램이다. 미디어 라이브러리, 사진 보기 등에 대한 새로운 그래픽 사용자 인터페이스가 도입되었다. 또한 음악 라이브러리를 비스타, 엑스박스 360이 설치된 컴퓨터의 네트워크를 통해 공유하는 기능이 있다.
- 백업 및 복원 센터(제어판 애플릿): 이전의 백업으로부터 복구하는 것뿐 아니라 컴퓨터의 주기적인 파일 백업을 계획하는 기능을 사용자에게 제공하는 백업 및 복구 응용 프로그램이 포함되어 있다. 매시간 변경 사항만 저장하기 때문에 디스크 여유 공간을 넓힐 수 있다. 완전한 PC 백업 기능(얼티밋, 비즈니스, 엔터프라이즈 에디션에서만 제공)도 제공하며 컴퓨터 전체를 하드 디스크나 DVD로 이미지 백업을 할 수 있게 해 준다.
- 윈도우 메일: 아웃룩 익스프레스를 대체하며 빠른 검색 기능이 도입되었다. 피싱 필터와 정크 메일 필터가 있으며 윈도우 업데이트를 통해 주기적인 업데이트로 기능을 강화시킬 수도 있다.[4]
- 윈도우 일정: 새로운 일정 및 작업을 위한 응용 프로그램이다.
- 윈도우 사진 갤러리: 사진 및 동영상 라이브러리 관리 응용 프로그램이다. 디지털 카메라로부터 정보를 얻고 색과 노출을 수정할 수 있으며 원하는 효과를 사용하여 슬라이드 쇼로 사진을 볼 수 있고 DVD로 슬라이드쇼를 구울 수도 있다.
- 윈도우 DVD 메이커: 윈도우 무비 메이커와 비교되는 프로그램으로 사용자는 DVD에 사용자 콘텐츠뿐 아니라 메뉴, 영상, 사운드트랙 등도 추가할 수 있다.
- 윈도우 미디어 센터: 홈 프리미엄, 얼티밋 에디션에 추가된 것으로 이전에 윈도우 XP의 특정 버전에서 윈도우 XP 미디어 센터 에디션으로 공개된 적이 있다.
- 게임 및 게임 탐색기: 체스 타이탄스, 퍼블 플레이스와 같은 윈도우 게임이 추가되어 있고 사용자가 새로 설치한 게임은 윈도우 탐색기에서 쉽게 확인할 수 있다.
- 윈도우 모바일 센터(제어판 애플릿): 모바일 컴퓨팅에 필요한 설정을 제어하는 프로그램이다. 배터리 수준/계획, 밝기, 소리, 무선 네트워크 등을 제어할 수 있다.
- 윈도우 미팅 스페이스(넷미팅 대체): 사용자들은 P2P 기술을 사용하여 응용 프로그램을 로컬 네트워크나 인터넷에 있는 다른 사용자와 공유할 수 있다. 스타터, 홈 에디션 사용자는 단순히 '참여' 기능만 사용할 수 있지만, 스타터, 홈 베이직 에디션은 호스팅 기능을 사용할 수 있다.
- 섀도 복사본: 자동으로 파일, 폴더의 백업 복사본을 날마다 만들어 낸다. 사용자는 제어판의 시스템 애플릿에 들어가서 시스템 보호 탭을 누른 다음 시스템 복원 지점을 설정함으로써 "섀도 복사본"을 만들 수 있다. 이 기능은 윈도우 비스타의 비즈니스, 엔터프라이즈, 얼티밋 에디션에서만 사용할 수 있으며 윈도우 서버 2003으로부터 기능을 물려받은 것이다.[5]
- 윈도우 업데이트(제어판 애플릿): 소프트웨어, 보안 업데이트가 단순해졌다.[6] 이제는 웹 애플리케이션 대신 제어판을 통해 업데이트를 수행할 수 있다. 윈도우 메일의 스팸 필터와 윈도우 디펜더의 정의 파일까지 자동으로 윈도우 업데이트를 통해 업데이트받을 수 있다. 자동 업데이트의 권장 설정을 선택한 사용자들은 새로운 장치를 추가할 때 사용 가능한 드라이버를 최신으로 유지할 수 있게 된다.
- 자녀 보호 (제어판 애플릿): 각 표준 사용자가 사용하고 설치하는 특정 웹사이트, 프로그램, 게임에 관리자가 접근할 수 있게 해 준다. 이 기능은 비즈니스, 엔터프라이즈 에디션에는 포함되어 있지 않다.
- 윈도우 사이드쇼 (제어판 애플릿): 새로운 노트북이나, 지원되는 윈도우 모바일 장치의 보조 디스플레이를 사용한다. 컴퓨터가 켜지고 꺼지는 동안 장치 가젯을 표시하는 데 이용된다.
- 음성 인식: 지원 언어는 영어, 스페인어, 프랑스어, 중국어(중국·대만), 일본어.
- 새로운 글꼴: 중국어(간체-Yahei, 번체-JhengHei), 일본어(Meiryo), 한국어(맑은 고딕) 글꼴. 클리어타입이 강화되며 기본으로 사용된다. 이번 한국어판 윈도우 비스타의 기본 한글 글꼴은 윈도우 95 이후 약 12년간 사용되어 온 굴림에서 클리어타입을 제대로 지원하는 맑은 고딕으로 바뀌었다.
- 문제 보고서 및 해결 방법 (제어판 애플릿)
- 개선된 소리 제어: 각 프로그램의 소리를 개별적으로 조절할 수 있고, 베이스 관리, 헤드폰 가상화 등 새로운 오디오 기능이 추가되어 있다.
- 사양 정보 및 도구: 시스템 성능을 평가하는 도구이다. CPU, 램, 2차원 및 3차원 그래픽 가속 성능, 그래픽 메모리, 하드 디스크 드라이브의 성능을 평가한다.[7][8]
- 윈도우 얼티밋 엑스트라: 윈도우 비스타의 얼티밋 에디션은 윈도우 업데이트를 통해 추가 기능을 몇 가지 제공한다. 추가 MUI 언어 팩, 비트로커, EFS 강화, 윈도우 드림씬(wmv 형식만 지원) 등을 제공한다.
- 디스크 관리: 윈도우 비스타의 논리 디스크 관리자는 볼륨을 줄이고 늘리는 것을 지원한다.
- 안정성 및 성능 모니터: 시스템 성능뿐 아니라 CPU, 디스크, 네트워크 메모리, 다른 리소스의 활동을 감시하는 도구를 여러 가지 포함하고 있다. 파일 동작, 현재 연결 상태 등을 표시한다.
- 사용자 계정 컨트롤 모든 사용자에게 영향을 미치는 설정을 변경하기 전에 물어본다.

### 핵심 기술
- 레디부스트, 레디드라이브: 속도가 빠른 플래시 메모리(USB 드라이브, 하이브리드 하드 디스크 드라이브에 각각 위치해 있음)를 캐시 메모리로 이용, 자주 사용하는 프로그램과 데이터를 캐시 처리해 시스템의 성능을 높이는 기술이다.
- 슈퍼페치: 기계 학습 기술을 사용하여 사용자의 윈도우 비스타 사용 패턴을 조사한 뒤 주어진 시간에 자주 자주 사용하는 필요 내용을 시스템 메모리에 미리 불러들이는 기능이다.
- IPv6: 완전하게 윈도우 비스타 운영 체제에 통합되었다. 이전 버전의 윈도우에서는 보통 서드 파티 무선 네트워킹 소프트웨어를 설치해야 정상 동작하였지만, 윈도우 비스타에서는 자체적으로 무선 네트워킹 지원을 포함하고 있다.
- 새로운 WDDM 및 새로워진 다이렉트3D: 윈도우 에어로 등 특별한 기능을 사용하기 위해 새로운 데스크톱 창 관리자를 이용한다. 다이렉트3D 10의 경우 고급 셰이더 지원뿐 아니라 그래픽 처리 장치가 CPU의 보조 없이 더 복잡한 연산을 수행할 수 있게 해 준다.[9]
- 메모리 관리자, 프로세스 스케줄러, 입출력 스케줄러 개선
- 힙 관리자(Heap Manager)를 통해 버퍼 오버플로 방지를 개선하였다.
- 커널 트랜잭션 관리자는 응용 프로그램이 원자적 처리를 통해 파일 시스템, 레지스트리와 함께 동작할 수 있게 해 준다.

### 보안 관련 기술
개선된 보안은 윈도우 비스타에서 주된 설계 목표이다. 그 결과 전작인 윈도우 XP보다 보안성이 비교할 수 없을 정도로 향상되었다.
- 사용자 계정 컨트롤은 가장 중요하면서도 보안 관련 변화들 가운데 가장 눈에 잘 띄는 기능이다. 사용자 계정 컨트롤은 사용자들이 자신의 컴퓨터를 기본적으로 더 낮은 권한으로 수행할 수 있도록 해 주는 보안 기술이다. 이전 버전의 윈도우에서는 이러한 기술 구현이 매우 힘들었는데, 이를테면 이전의 '제한된' 사용자 계정은 너무 제한적이어서 상당 부분의 응용 소프트웨어와 호환되지 않았음이 증명되었고 심지어는 시스템 알림 영역의 달력을 바꾸는 기본 기능조차도 사용할 수 없게 제한되었다. 윈도우 비스타에서는 관리자 권한을 요구하는 동작이 수행되면 사용자는 관리자 이름과 암호를 묻는다. 사용자가 이미 관리자인 경우에도 사용자는 여전히 이러한 권한 확인을 요구 받는다. 사용자 계정 컨트롤은 보안 데스크톱 모드에서 증명서를 요구하며, 여기서 화면이 완전히 시커멓게 되어 일시적으로 사용할 수 없으며 오직 권한 창이 활성화되고 강조된다. 인증창으로 간섭함으로써 사용자를 잘못된 곳으로 이끌 수 있는 악성 프로그램을 차단한 뒤 사용자에게 확인의 중요성을 인식시키는 것이 목적이다.
- 인터넷 익스플로러 7: 피싱 필터 등의 보안 기능이 포함되어 있다. 보안을 위해 액티브엑스 컨트롤이 기본으로 사용되지 않는다. 또한, 인터넷 익스플로러는 사용자 일반 권한보다도 더 낮은 '보호 모드'에서 돌아가므로 운영 체제의 다른 응용 프로그램과 별도로 실행된다. 이로써 임시 인터넷 파일 디렉터리를 수정하거나 접근하는 것을 막을 수 있다.[11]
- 윈도우 디펜더가 윈도우에 통합됨으로써 악성 코드와 다른 위협으로부터 시스템을 보호한다.
- 비트로커 드라이브 암호화(BitLocker Drive Encryption): 비스타의 엔터프라이즈, 얼티밋 에디션에 포함된 데이터 보호 기술이다.
- 윈도우 방화벽이 새롭게 업그레이드되어 들어오고 나가는 트래픽을 모두 필터링할 수 있게 되었다. 윈도우 XP 방화벽의 경우 기본적으로 들어오는 트래픽만 막을 수 있었다.

### 비즈니스 기술
비스타의 새로운 기능이 새로운 사용자 인터페이스, 보안 기술, 중심적인 운영 체제 개선 쪽에 초점이 맞추어져 있지만, 마이크로소프트는 또한 다음과 같은 이용, 유지 보수 기능을 제공하고 있다.
- WIM 이미지 포맷(WIM)
- 윈도우 분산 서비스는 이전 버전의 윈도우에 존재했던 원격 설치 서비스를 대체한다.
- 유닉스용 서비스
- 700개 정도의 새로운 그룹 정책 설정: 무선 네트워크, 이동식 기억 장치, 사용자 데스크톱 체험에 대한 구성이 확장되었다. 비스타는 또한 XML 기반 포맷을 도입하여 레지스트리 기반 정책 설정을 보여 주며, 다른 언어와 지질학적 장소에 있는 네트워크를 관리하기 쉽게 만들어 준다.
- 다중 언어 사용자 인터페이스: 지역 언어 지원을 제공하기 위해 언어 팩을 따로 설치해야 했던 이전 윈도우 버전과 달리, 윈도우 비스타 얼티밋과 엔터프라이즈 에디션은 사용자가 원하면 로그온, 로그오프 과정을 거침으로써 언어를 자유롭게 변경할 수 있게 지원한다.
- 무선 프로젝터 지원

### 개발자 기술
윈도우 비스타는 새롭고 수많은 응용 프로그램의 프로그래밍 인터페이스를 포함하고 있다. 닷넷 프레임워크 버전 3.0에는 클래스 라이브러리와 공통 언어 런타임으로 구성되어 있다. 버전 3.0에는 다음과 같은 새로운 구성 요소를 포함하고 있다.
- 윈도우 프레젠테이션 파운데이션: 벡터 그래픽스를 기반으로 하는 사용자 인터페이스 하부 시스템이자 프레임워크이다. 3차원 컴퓨터 그래픽스 하드웨어와 다이렉트X 기술을 이용한다. 윈도우 폼의 뒤를 이어 나온 시스템이다.
- 윈도우 커뮤니케이션 파운데이션: 서비스 지향 메시징 하부 시스템으로, 응용 프로그램과 시스템이 웹 서비스를 사용하여 가깝고 먼 거리에서 상호 소통할 수 있게 해 준다.
- 윈도우 워크플로 파운데이션: 워크플로를 사용하여 작업을 자동화한다. 윈도우에서 워크플로를 가능하게 하는 응용 프로그램을 위한 프로그래밍 모델이자, 엔진이자, 도구이다.
- 윈도우 카드스페이스: 개인의 디지털 정보를 안전하게 저장하는 구성 요소이며, 웹사이트에 로그인하는 등의 과정에서 통일된 인터페이스를 제공한다.

## 없어진 기능
윈도우 XP에서 잘 알려진 기능과 구성 요소가 윈도우 비스타에서 대체되거나 제거되었다.

### 대체되거나 축소된 기능
- 넷미팅이 윈도우 미팅 스페이스로 대체
- 윈도우 이미지 뷰어가 .gif 포맷을 지원하지 않는 윈도우 사진 갤러리로 대체 (인터넷 익스플로러를 통해서만 .gif 파일을 볼 수 있다)
- 워드패드의 .doc 포맷 미지원
- 윈도우 녹음기 기능 중 일부 축소
- 대부분의 고전 시각테마 (윈도우 XP의 루나 시각 테마, 윈도우 9x 시절부터 있어온 고전 색 테마의 대부분)

### 완전히 제거된 기능
- 하드웨어 프로파일 시작 기능 중 EISA 버스, 고급 전원 관리, 게임 포트 지원과 같은 오래된 메인보드 기술 지원
- 윈도우 메신저, 네트워크 메신저 서비스, 하이퍼터미널, MSN 익스플로러, 액티브 데스크톱
- 윈도우 핀볼 게임 (XP에서 복사해서 사용할 수는 있다)
- 파이어와이어 위의 IP 기능[13]

### 제거되었으나 추가할 수 있는 기능
- Telnet.exe[14]
- 32비트 .hlp 도움말을 보여 주는 데 사용하였던 WinHlp32.exe[15]. 단, 마이크로소프트는 소프트웨어 제조업체들이 그들의 제품에 .hlp 도움말 시스템을 다시 도입하는 것을 금하고 있다.
- 게임 포트 기능 (단, 오래된 드라이버를 적용해야만 한다)[16]

## 윈도우 비스타 에디션

윈도우 비스타의 버전 구성

윈도우 비스타는 기본 용도로만 사용하려고 하는 가정용으로 제작된 홈 베이직(Home Basic), 여기에 여러 기능이 추가된 홈 프리미엄(Home Premium), 일반적인 중소기업 환경에 맞춰 제작된 비즈니스(Business), 대기업 환경에 맞춰 다국어 지원 등의 다양한 기능이 제공되는 엔터프라이즈(Enterprise), 윈도우 비스타의 모든 기능이 모두 포함된 얼티밋(Ultimate), 그리고 콜롬비아, 인도, 태국, 베트남, 인도네시아 등 개발도상국에만 판매되는 스타터(Starter)까지 모두 6개의 판으로 나왔다. 모든 판은 x86 (32비트)과 x86-64 (64비트) 아키텍처를 지원한다. 다만, 스타터 에디션은 32비트만 지원하며, 3개 이하의 프로그램만 동시에 실행할 수 있고, 사용자마다 암호를 넣을 수 없는 등 다른 판보다 기능이 제한되어 있다.
대한민국의 경우, 공정거래위원회의 처분에 의거하여, 일반판(N이 붙지 않은)이 메신저 센터 링크와 미디어 플레이어 센터 링크가 포함된 K판으로 대체되었으며 일반 5개판(스타터 에디션 제외) 이외에 홈 베이직 KN(Home Basic KN) 비즈니스 KN(Business KN)판이 추가로 판매되었다.
따라서, 대한민국에 보급되는 윈도우 비스타의 종류는 모두 8개이다. ('얼티밋'의 발음에 주의할 것.)
한국어 버전은 뒤에 알파벳 'K'가 붙는다.
'K' 버전은 미디어 플레이어, 메신저 등등 기본 프로그램이 포함되어 있는 버전이다. 'KN' 버전은 미디어 플레이어, 메신저 등등 기본 프로그램이 빠진 버전이다.
그래서 'K' 버전과 'KN' 버전은 서로 다른 운영체제다.
- 홈 베이직 K (Windows Vista Home Basic K) - 가정용으로 제작되었으며, 기본 기능만 탑재되었다. 윈도우 에어로를 지원하지 않는다.
- 홈 베이직 KN (Windows Vista Home Basic KN) - 홈 베이직 K에 있는 기본 프로그램 몇가지가 없다.
- 홈 프리미엄 K (Windows Vista Home Premium K) - 홈 베이직의 업그레이드 버전이다. 여기부터는 윈도우 에어로를 지원한다.
- 비즈니스 K (Windows Vista Business K) - 사무용으로 제작된 버전이다. Enterprise보다 빠진 기능이 많고, 여기부터 Windows Complete PC 백업/복원이라는 이름으로 탑재된 백업 및 복원 기능이 있다.
- 비즈니스 KN (Windows Vista Business KN) - 비즈니스 K에 있는 기본 프로그램 몇가지가 없다.
- 엔터프라이즈 K (Windows Vista Enterprise K) - 기업용 버전이다.
- 얼티밋 K (Windows Vista Ultimate K) - 윈도우 비스타의 모든 기능을 지원하는 버전
- 얼티밋 KN (Windows Vista Ultimate KN) - 얼티밋 K에 있는 기본 프로그램 몇가지가 없다.

대한민국에서 판매되는 한국어판 가격은 발매 초기 기준으로 비스타 홈 베이직은 30만 3000원(처음 사용자용), 15만 6000원(업그레이드용), 홈 프리미엄은 35만 9000원(처음 사용자용), 24만 2000원(업그레이드용), 비즈니스는 44만 6000원(처음 사용자용), 30만원(업그레이드용), 얼티밋은 59만 7000원(처음 사용자용), 39만 3000원(업그레이드용)에 판매되었다. 하지만 미국(아마존 최저가: 홈 베이직 처음 사용자용($191.99), 업그레이드($99.99), 홈 프리미엄 처음 사용자용($227.99), 업그레이드($153.99), 얼티밋 처음 사용자용($377.99), 업그레이드($249.99))과 일본 등 다른 나라의 판매가보다 비싸다는 지적도 있다. 이 때문에 대한민국에서 마이크로소프트는 지배적인 개인용 컴퓨터용 운영 체제의 공급처이며, 시장에서 90퍼센트를 점유하고 있기 때문에 마이크로소프트가 대한민국 시장의 점유율을 악용한 횡포를 부리고 있다는 주장이 여러 곳에서 제기되고 있다.

## 윈도우 기본 테마
윈도우 에어로
윈도우 비스타의 첫 시각 스타일은 데스크톱 창 관리자라는 새로운 바탕 화면 합성 엔진을 기반으로 한다. 윈도우 에어로는 3D 그래픽 (창 간 전환), 투명 효과 (유리 투명), 창 미리 보기, 윈도우 애니메이션 등의 시각 효과를 도입하였으며 중고급형 그래픽 카드를 위해 고안되었다. 이 기능을 사용하기 위해, 열려 있는 모든 창의 내용이 비디오 메모리에 저장된다. 이 까닭에 윈도우 에어로에 대한 하드웨어의 요구 사항은 상당히 높은 편이다. 쓰이는 해상도에 따라 128 메가바이트의 그래픽 메모리가 최소 요구 사항이다. 윈도우 에어로는 스타터, 홈 베이직 에디션에는 포함되어 있지 않다. 윈도우 에어로는 자체적으로 하드웨어 오버레이 모드를 사용하고 있기 때문에 The KMPlayer 등의 미디어 플레이어나 보통의 TV 수신카드에서 사용하는 오버레이 모드를 지원하지 않는다.
윈도우 비스타 표준
이 모드는 유리 투명 효과, 창 애니메이션, '창 간 전환' 등의 다른 고급 그래픽 효과가 없는 윈도우 에어로의 변형이다. 윈도우 에어로와 비슷하게, 데스크톱 창 관리자를 사용하며 보통 윈도우 에어로와 같은 하드웨어 사양을 요구한다. 윈도우 비스타 홈 베이직 에디션의 기본 모드이지만, 스타터 에디션에는 이 모드조차 지원하지 않는다. 윈도우 에어로 스타일을 사용하는 동안 어떠한 소프트웨어가 오버레이 모드를 사용하고자 한다면, '윈도우 비스타 표준' 스타일을 강제로 사용하게 된다.
윈도우 비스타 기본
이 모드는 윈도우 XP의 시각 스타일에 진행 표시줄에서 볼 수 있는 애니메이션 몇 가지를 추가한 것과 비슷하다. 데스크톱 창 관리자를 사용하지 않기 때문에 투명도, 창 애니메이션, 창 간 전환과 같은 DWM의 기능을 제공하지 않는다. 기본 모드는 디스플레이 드라이버에 윈도우 디스플레이 드라이버 모델(WDDM)을 요구하지 않으며 윈도우 XP와 비슷한 그래픽 카드 요구 사항을 가진다. 윈도우 에어로 지원에 충분치 않은 그래픽 카드를 갖춘 컴퓨터의 경우 이 기능이 기본적으로 사용된다.
윈도우 고전
윈도우 고전은 윈도우 2000, 윈도우 서버 2003의 느낌을 나게 해 주지만 데스크톱 창 관리자를 사용하지 않으며 WDDM 드라이버를 요구하지 않는다. 이전의 윈도우와 같이 이 시각 스타일은 색 설정을 담고 있는 색 테마를 제공한다. 윈도우 비스타는 6 가지의 색 테마를 포함하고 있으며 4가지의 색 대비와 기본 윈도우 98, 윈도우 Me, 윈도우 2000의 기본 색 테마로 이루어져 있다.

## 서비스 팩
마이크로소프트는 버그를 수정하거나 새로운 기능을 추가하기 위해 이따금씩 서비스 팩을 공개한다. 참고로 2010년 4월 13일에 RTM 지원을 종료했다.
윈도우 비스타는 서비스 팩이 새로 출시될 때마다 빌드도 올라간다.

### 서비스 팩 1 (빌드 6001)
마이크로소프트는 윈도우 운영 체제가 문제를 수정하고 기능을 추가하기 위해 서비스 팩을 공개해 왔다. 윈도우 비스타 서비스 팩 1(SP1)은 다국어 버전으로 현재 개발되어 있다. 마이크로소프트는 SP1를 2008년 1분기에 윈도우 서버 2008과 나란히 출시되었다. 최초의 윈도우 비스타 서비스 팩 1 베타 버전은 2007년 11월 24일에 공개되었으며 그동안의 윈도우 비스타 SP1 베타 프로그램에 참여한 테크베타, 테크넷 테스터들과 MSDN 구독자들이 테스트하였다.
2007년 12월 12일에 마이크로소프트는 윈도우 비스타 서비스 팩 1 (SP1)의 RC 버전을 오픈 베타로 대중에게 공개하였다. RC 빌드는 489개의 패치들을 포함하고 그 가운데 대부분이 마이크로소프트 지식 베이스에 포함되어 있지만 내려받을 수는 없다.
서비스 팩 1 5개 국어판(영어, 일본어, 프랑스어, 독일어, 스페인어)은 2008년 3월 18일(미국 시각)에 출시되었으며, 나머지 36개 국어판(한국어 포함)은 2008년 4월 16일에 출시되었다.(다운로드 사이트)
마이크로소프트가 2007년 8월 말쯤에 출판한 백서는 이러한 서비스 팩의 범위와 목적을 잘 나타내 주고 있으며, 세 가지 주된 개선점을 정의해 놓았다:
- 신뢰성과 성능
- 관리 체험
- 더 새로운 하드웨어 및 표준 지원

한 가지 특별히 눈에 띄는 점은 성능이다. 개선되는 부분은 파일 복사 기능, 최대 절전 모드, 도메인 컴퓨터의 로그오프, 인터넷 익스플로러의 자바스크립트 파싱(parsing), 네트워크 파일 공유 탐색, 윈도우 탐색기 ZIP 파일 관리가 있으며, 윈도우 디스크 조각 모음에서 조각을 모을 드라이브를 개인이 직접 선택할 수 있는 기능이 도입되었다.
서비스 팩 1은 새로운 하드웨어와 소프트웨어 표준을 몇 가지 지원한다. 특히 exFAT 파일 시스템, 802.11n 무선 네트워크,, VPN 연결을 통한 IPv6, 그리고 보안 소켓 터널링 프로토콜을 들 수 있다. 윈도우 인스톨러의 업데이트된 버전이 포함되어 여러 패키지의 처리에 대한 지원, 부모 설치 세션 안의 차일드 윈도우 인스톨러 패키지의 사용자 인터페이스 추가 등을 제공한다. x64 시스템에서 확장 펌웨어 인터페이스를 사용하여 시스템을 시동하는 것도 도입되었다. 이 기능은 원래 초기 버전의 비스타에 들어갈 예정이었으나 하드웨어 호환 때문에 지연된 바 있다.
소프트웨어 제공업체로부터의 관심도 고려되었다. 하나는 데스크톱 검색으로 사용자는 기본 데스크톱 검색 프로그램을 윈도우 비스타에서 기본 제공하는 마이크로소프트 데스크톱 설치 프로그램 대신 서드 파티 프로그램으로 변경할 수 있다. 서드파티 데스크톱 검색 프로그램은 이러한 서비스를 운영 체제에 아무 문제 없이 사용할 수 있을 것으로 보고 있다. 구글로부터의 '구글의 구글 데스크톱 검색 응용 프로그램이 비스타의 내장 데스크톱 검색에서 숨겨져 있었다'는 불평 때문에 이러한 변화가 있었다. 또한 그룹 정책 관리 콘솔의 지원이 제거된다.
2011년 7월 12일자로 마이크로소프트 오피스 XP와 같이 지원이 종료되었다.

### 서비스 팩 2 (빌드 6002)
윈도우 라이브 메일의 마이크로소프트 커뮤니티에 따르면 최종 사용자 버전이 2009년 5월 19일에 공개될 것이라고 하였다. 윈도우 비스타용 서비스 팩 2는 2009년 4월 28일에 출시되었다. 수많은 보안 및 기타 버그뿐 아니라 수많은 새로운 기능들이 추가되어 있다:
- 윈도우 검색 4.0 (현재 단독 업데이트로 SP1 시스템에서도 이용할 수 있다)
- 무선 통신을 위한 기능 팩은 블루투스 2.1에 대한 지원을 추가하고 있다.
- 기억 장치를 위한 윈도우 기능 팩은 블루레이 매체로의 기록을 가능하게 하고 있다.
- 윈도우 커넥트 나우 (WCN)를 통해 와이파이 구성을 단순케 하고 있다.
- 와이파이 연결이 지속되도록 하는 지원을 개선하였다.
- exFAT 파일 시스템을 이용하여 UTC 시간표를 지원함으로써 시간 지역에 걸친 파일 동기화 조정을 허용한다.
- ICCD/CCID 스마트 카드를 지원한다.
- VIA 64비트 CPU를 지원한다.
- 고선명 콘텐츠를 스트리밍하기 위한 소리 및 영상 성능을 개선한다.
- 윈도우 미디어 센터 (WMC)의 TV 콘텐츠 보호 기능을 개선한다.[33]
- 개선된 전원 관리 정책을 제공함으로써 이전의 몇 가지 구성에 비해 많으면 10% 효과적으로 동작한다.

윈도우 비스타와 윈도우 서버 2008은 하나의 같은 서비스 팩 바이너리를 공유한다.
2012년 4월 10일자로 윈도우 비스타의 일반 지원이 중단되어 현재 개인과 기업 모두 현재 연장지원을 하였으며, 서비스 팩 2는 2017년 4월 11일에 연장지원과 함께 기술지원이 인터넷 익스플로러 9와 같이 종료되었다.

## 하드웨어 요구 사항
|                  | 최소사양       | 권장사양 |
| ---------------- | -------------- | --- |
| 프로세서         | 800 MHz        | 1 GHz |
| 메모리           | 512 MB 램      | 1 GB 램 |
| 그래픽 카드      | DirectX 9 지원 | 하드웨어 픽셀 셰이더 v2.0 및 WDDM 1.0 드라이버 지원을 제공하는 DirectX 9 지원 GPU                                       |
| 그래픽 메모리    | 내용 없음      | 최대 2,304,000화소 (1920 x 1200)를 지원하는 128 메가바이트 램 또는 2560 x 1600과 같은 더 큰 해상도를 지원하는 512 MB 램 |
| 하드 디스크 용량 | 20 GB          | 40 GB |
| HDD 남은 공간    | 15 GB          | 15 GB |
| 다른 장치        | CD-ROM         | DVD-ROM |

추가로 그래픽의 경우 지포스 FX 시리즈/라데온 9500/I945G 내장 그래픽(GMA 950)이상이 되어야 제대로 사용이 가능하다.

## 물리 메모리 제한
윈도우 비스타에서 사용할 수 있는 램의 최대 용량은 윈도우 버전이 어떠한지, 또 32비트 / 64비트 버전 여부에 따라 다르다. 다음 표는 지원되는 최대 물리 메모리의 양을 나타내고 있다:
| 버전                       | 32비트 윈도우의 제한 | 64비트 윈도우의 제한 |
| -------------------------- | -------------------- | -------------------- |
| 윈도우 비스타 얼티밋       | 4 GB                 | 128 GB               |
| 윈도우 비스타 엔터프라이즈 | 4 GB                 | 128 GB               |
| 윈도우 비스타 비즈니스     | 4 GB                 | 128 GB               |
| 윈도우 비스타 홈 프리미엄  | 4 GB                 | 16GB                 |
| 윈도우 비스타 홈 베이직    | 4 GB                 | 8GB                  |
| 윈도우 비스타 스타터       | 1 GB                 | 없음                 |

## 지원 종료
2007년 1월 30일에 출시된 윈도우 비스타는 RTM의 경우 2010년 4월 13일에 지원이 종료되었고, 서비스팩 1은 2011년 7월 12일에 마이크로소프트 오피스 XP와 동시에 지원이 종료되었으며, 일반 지원은 2012년 4월 10일에 종료되었다. 서비스팩 2의 경우 연장 지원과 함께 2017년 4월 11일에 인터넷 익스플로러 9와 함께 지원이 종료되었다.
마이크로소프트에서는 윈도우 비스타의 연장 지원을 포함한 서비스 팩 2의 모든 보안 지원을 2017년 4월 11일 자로 종료하겠다고 발표했다. 윈도우 비스타의 지원이 완전히 종료되면 모든 보안, 취약점 업데이트가 불가능해지며, 비보안 핫픽스, 유/무료 지원 옵션, 온라인 기술 콘텐츠 업데이트 등을 지원하지 않는다. 프린터를 비롯한 여러 주변기기 역시 향후 윈도우 비스타를 지원하지 않는다. 이에 따라 사용자는 치명적인 보안 문제에 노출될 수 있다. 향후에는 일부 사이트에서 이메일이나 금융 개인 정보 도난 시도를 할 위험이 증가한다. 이에 따라 보안, 패치, 업데이트 등을 더 이상 받을 수 없으며 후속 버전으로 업그레이드하는 것이 안전하다.

## 업그레이드 지원 중단
윈도우 비스타는 윈도우 NT 4.0, 윈도우 98, 윈도우 98 Second Edition, 윈도우 Me 및 윈도우 2000에서 업그레이드를 할 수 없으므로 최소 윈도우 XP 및 Windows XP x64 Edition 이상이 필요하다.

## 비판
하드웨어 요구 사항
에어로 인터페이스와 같은 더 앞선 기능 때문에 요구 사항이 더 높아졌다.
느린 파일 처리
비스타는 복사, 삭제같은 파일 작업을 다른 운영 체제보다 더 느리게 수행한다. 6개월 뒤, 특별한 성능 업데이트를 통해 이러한 문제들이 해결되었음을 마이크로소프트가 확인한 바 있으며 서비스 팩 1에 포함된다.
프로그램 호환성 문제
이전 버전의 윈도우 전용으로 제작된 일부 프로그램이 비스타에 호환이 되지 않아 오작동하는 문제이다. 이는 윈도우 7의 '프로그램 호환성 마법사'를 통해 개선되었다.
라이선스 및 비용
윈도우 비스타의 가격이 미국과 달리 한국에서 가격 차이가 2배 가까이 비쌌다. 홈 프리미엄 버전이 처음사용자용 기준으로 영문판은 22만 7050원인데 비해 한글판은 35만 9000원이고, 얼티밋 버전이 영문판은 33만 1550원인데 비해 한글판은 59만 7000원이었다. 현재 윈도우 10 홈 버전의 가격이 208,000원, 프로 버전이 324,600원인 것을 감안하면 윈도우 비스타는 가격 진입 장벽이 높았다.
디지털 권리 관리
새로운 형식의 디지털 권리 관리를 운영 체제에 통합한 것에 대한 비평이 있다. 이 아키텍처는 HD-DVD, 블루레이 디스크의 고급 콘텐츠는 PC 부품 사이의 커넥터가 인코딩 처리할 것을 요구한다. 그래픽 카드와 같은 장치는 마이크로소프트에 의해 승인을 받아야 한다.
사용자 계정 컨트롤
사용자 계정 컨트롤 (UAC) 보안 기술이 문제시되기도 했다. 보안성을 너무 높게 설계한 탓에 설정을 조금만 건드려도 UAC 창이 떴기 때문인데, 양키 그룹 분석가 앤드류 제키스는 '새로운 보안 시스템이 미더워 보이는 반면, 너무 번거롭다'는 평가를 하기도 했다.
소프트웨어 보호 플랫폼
윈도우 비스타에는 윈도우 XP의 윈도우 정품 혜택을 기반으로 하는 '소프트웨어 보호 플랫폼'(SPP)이라는 이름의 강화된 불법 복제 방지 기술을 채용하고 있다. 사용자가 제품 활성화에 실패하거나 정품이 아닌 것으로 확인되면 비스타의 기능을 줄이는 것이 소프트웨어 보호 플랫폼의 주된 요소이다. 마이크로소프트 백서에 따르면, '기본 웹 브라우저가 시작되면 사용자에게 새로운 제품 키를 구입할 옵션이 나타난다. 시작 메뉴도 없고, 바탕 화면 아이콘도 없으며, 바탕 화면 배경도 검은색으로 바뀌어 있다. (중략) 한 시간 뒤에 시스템은 아무런 경고도 없이 로그아웃하게 만들어 버린다.' 이러한 이유로 여러 가지로 비판을 받아 온 마이크로소프트사는 서비스 팩 1에서는 이러한 기능 제한 모드를 제거하였다.

## 같이 보기
- 마이크로소프트 윈도우
- 마이크로소프트 윈도우 버전 목록
- 마이크로소프트 윈도우의 역사
- 다이렉트엑스 10

### 내용주
1. ↑  이는 한 대분의 라이선스를 구매했을 경우(리테일 같은) 한 번에 한 대의 컴퓨터에서만 사용할 수 있다는 것이지 동시에 두 대 이상의 컴퓨터에 '사용'하는 것뿐만 아니라 '설치'하는 것 또한 불법 복제에 해당한다. 위의 말은 초기에 기존 컴퓨터에 깔려 있던 윈도우 비스타를 삭제한 후 다른 컴퓨터에 설치하는 것을 금지했는데 허용하게 된 것을 의미한다. 윈도우 비스타 홈 프리미엄의 후속 버전은 윈도우 7 홈 프리미엄이며, 윈도우 비스타 비즈니스의 후속 버전은 윈도우 7 프로페셔널, 그리고 윈도우 비스타 얼티밋의 후속 버전은 윈도우 7 얼티밋이다. 호환성이 맞지 않았던 관계로 윈도우 비스타를 사용하는 사용자가 매우 적다.
2. ↑  DVD-ROM이 없는 컴퓨터를 위해 CD로도 출시되었다.
3. ↑  제품 이름에 K가 붙고, 상기 두 링크가 추가되었다는 점 제외하면 다른 게 없다.
4. ↑  윈도우 비스타를 최대한 사용하기 위한 최소 사양에 가까우며, 이 사양으로는 제대로 된 윈도우 비스타 운영이 힘들 수 있다.
5. ↑  지포스 FX 시리즈/Radeon 9500/I945G 메인보드의 GMA 950 이상이다.

### 참조주
1. ↑  http://windowsteamblog.com/blogs/windowsvista/archive/2009/04/28/windows-vista-sp2-rtm-windows-vista-sp1-blocker-tool-removed.aspx
2. ↑  아이티타임즈 보관됨 2007-09-28 - 웨이백 머신 - 2007년 1월 23일자 기사
3. ↑  “A Closer Look at Windows Vista Part II: Enhanced Search - Developer Zone - National Instruments”. 2011년 9월 29일에 원본 문서에서 보존된 문서. 2008년 1월 17일에 확인함.
4. ↑  The new Outlook Express: Windows Mail demoed | scobleizer | Channel 9
5. ↑  Windows Vista Technical Library Roadmap
6. ↑  “Explore the features: Windows Update”. 2008년 3월 9일에 원본 문서에서 보존된 문서. 2008년 3월 14일에 확인함.
7. ↑  “보관된 사본”. 2015년 11월 5일에 원본 문서에서 보존된 문서. 2015년 4월 18일에 확인함.
8. ↑  “The System Assessment Tool”. 2007년 1월 16일에 원본 문서에서 보존된 문서. 2008년 3월 14일에 확인함.
9. ↑  “DirectX10: The Next Generation in Gaming - Windows Vista Team Blog - The Windows Blog”. 2008년 11월 18일에 원본 문서에서 보존된 문서. 2008년 1월 17일에 확인함.
10. ↑  “Gates Says Security Is Job One For Vista - Windows Security - InformationWeek”. 2007년 3월 18일에 원본 문서에서 보존된 문서. 2008년 1월 17일에 확인함.
11. ↑  “Content not found”. 2006년 7월 18일에 원본 문서에서 보존된 문서. 2008년 1월 17일에 확인함.
12. ↑  “Discontinued Support for IP over 1394”. 2007년 5월 15일에 원본 문서에서 보존된 문서. 2008년 1월 17일에 확인함.
13. ↑  “Bink.nu ｜ UPDATE: Windows Vista does not include Telnet...or does it? - Bink.nu”. 2007년 8월 12일에 원본 문서에서 보존된 문서. 2008년 1월 17일에 확인함.
14. ↑  I cannot open Help files that require the Windows Help (WinHlp32.exe) program
15. ↑  “Gameport support pack for Vista 32-bit (x86), updated on 02/01/2008 - Windows Vista - Creative Labs”. 2019년 1월 1일에 원본 문서에서 보존된 문서. 2008년 1월 17일에 확인함.
16. ↑  마이크로소프트 사에서는 '얼티미트'라고 표기한다.  보관됨 2008-04-15 - 웨이백 머신
17. ↑  “비스타, 오피스 2007 한미일 가격 비교”. 2007년 2월 14일에 원본 문서에서 보존된 문서. 2007년 2월 3일에 확인함.
18. ↑  “윈도비스타 안 쓰면 'e뱅킹'도 못해 독점폐해 무시하는 정부가 더 문제, 오마이뉴스”. 2004년 10월 15일에 원본 문서에서 보존된 문서. 2007년 2월 3일에 확인함.
19. ↑  윈도우 XP 서비스 팩 2 및 윈도우 비스타 (서비스 팩 설치 안 함) 지원 중단
20. ↑  “Announcing Windows Vista Service Pack 1 Beta”. 마이크로소프트. 2007년 8월 29일. 2007년 9월 1일에 원본 문서에서 보존된 문서. 2007년 8월 31일에 확인함.
21. 1 2 3 4 5 6  “Windows Vista Service Pack 1 Beta White Paper”. 마이크로소프트. 2007년 8월 29일. 1면. 2007년 9월 2일에 원본 문서에서 보존된 문서. 2007년 8월 29일에 확인함.
22. 1 2  Fried, Ina (2007년 6월 19일). “Microsoft agrees to change Vista desktop search”. ZDNet News. 2007년 6월 23일에 원본 문서에서 보존된 문서. 2007년 6월 19일에 확인함.
23. ↑  Taraso, David (2007년 9월 24일). “Vista SP1 Beta Released to Testers”. JCXP. 2007년 10월 11일에 원본 문서에서 보존된 문서. 2007년 9월 24일에 확인함.
24. ↑  “Vista SP1 Fix List”. TheTechArea.com. 2007년 12월 19일. 2007년 12월 19일에 확인함.
25. ↑  마크 러시노비치 (2007년 8월 7일). “The Case of the Failed File Compression”. 《Mark's Blog》. MSDN Blogs. 2007년 12월 30일에 원본 문서에서 보존된 문서. 2007년 12월 28일에 확인함.
26. ↑  “Don’t judge a book by its cover – why Windows Vista Defrag is cool”. 《The Filing Cabinet》. MSDN Blogs. 2007년 1월 26일. 2010년 4월 28일에 원본 문서에서 보존된 문서. 2007년 4월 6일에 확인함.
27. 1 2  Long, Zheng (2007년 7월 22일). “Collection of published Vista SP1 API changes from MSDN”. 2007년 7월 23일에 확인함.
28. ↑  “Windows Installer”. MSDN. 2007년 6월 1일. 2007년 12월 31일에 원본 문서에서 보존된 문서. 2007년 12월 31일에 확인함.
29. ↑  http://windowsteamblog.com/blogs/windowsvista/archive/2009/04/28/windows-vista-sp2-rtm-windows-vista-sp1-blocker-tool-removed.aspx Windows Vista SP2 RTM + Windows Vista SP1 Blocker Tool Removed
30. 1 2  Mike Nash (2008년 10월 24일). “Windows Vista Team Blog : Windows Vista Service Pack 2 Beta”. 2008년 10월 26일에 원본 문서에서 보존된 문서. 2008년 10월 24일에 확인함.
31. ↑  “Information about Windows Server 2008 Service Pack 2 and Windows Vista Service Pack 2”. 마이크로소프트. 2008년 10월 2일. 2008년 10월 17일에 확인함.
32. ↑  “What's New In Windows Vista SP2?”. 2009년 2월 6일. 2009년 2월 12일에 원본 문서에서 보존된 문서. 2009년 2월 6일에 확인함.
33. 1 2  윈도우 비스타 엔터프라이즈 하드웨어 계획 가이드. (TechNet.) 마이크로소프트 (2006년). 2006-10-26에 확인.
34. ↑  64 MB의 램은 최대 1,310,720 화소의 해상도에서 에어로를 지원하지만 이를 "프리미엄 레디"라고 부르지는 않는다
35. 1 2  “What is the maximum amount of RAM the Windows operating system can handle?”. Crucial. 2011년 5월 11일에 원본 문서에서 보존된 문서. 2010년 6월 26일에 확인함.
36. ↑  “윈도비스타, 바다 건너면 가격도 뻥튀기?”. 2007년 1월 26일. 2020년 3월 15일에 확인함.
37. ↑  “The Skinny on Windows SPP and Reduced Functionality in Vista”. 2007년 5월 27일에 원본 문서에서 보존된 문서. 2007년 7월 12일에 확인함.
38. ↑  Microsoft: Vista piracy rate is half that of XP | Beyond Binary - CNET News[깨진 링크(과거 내용 찾기)]